# Giles Farnaby
Pour les articles homonymes, voir Farnaby.
Giles Farnaby, né en 1560 à Truro dans les Cornouailles et mort le 25 novembre 1640 dans la Cité de Londres, est un compositeur anglais. 
Il est surtout connu par sa production pour le virginal : il est l'un des nombreux virginalistes et madrigalistes anglais qui illustrèrent la musique anglaise pendant les règnes d'Élisabeth Ire d'Angleterre et des premiers rois Stuart. 

## Biographie
Son père Thomas était professeur, et son cousin Nicholas, facteur de virginals lui apprit la musique.
Il fait ses études au Christ Church College de l'université d'Oxford, obtient son diplôme en 1592 et fait ensuite carrière à Londres. On connaît peu de détails sur sa vie. Cinquante-et-une de ses cinquante-trois compositions pour le virginal ou le clavecin apparaissent uniquement dans le Fitzwilliam virginal book.
Il a également composé des madrigaux (Canzonets, 1598), des motets, des psaumes : des pièces souvent d'une grande originalité.
Son fils, Richard Farnaby, est également connu comme compositeur.
Edmund Rubbra a composé une suite orchestrale basée sur des pièces pour virginal de Giles Farnaby (Improvisations on Virginal Pieces by Giles Farnbay, Op. 50)

## Œuvres

### Musique sacrée
- A prayer
- Da pacem
- I did in heart rejoice
- I lift mine eyes to Sion
- In trouble and in thrall
- Now Israel may say
- Remember David's troubles, Lord (attribution douteuse, peut-être écrit en collaboration avec Thomas Ravenscroft)
- Such as in God the Lord do trust

### Musique vocale profane
- Among the daffadillies
- Ay me, poor heart!
- Blind Love was shooting
- Carters, now cast down your whips
- Construe my meaning
- The curtain drawn
- Daphne on the rainbow riding
- Lady, the silly flea
- Lady, when I behold your passions
- Love shooting among many
- Love shooting at another
- My lady’s coloured cheeks
- Pearce did dance with Petronella
- Pearce did love fair Petronel
- Phillida bewailed
- Simkin said that Sis was fair
- Sometime she would
- Susanna fair some time of love
- Thrice blessed be the giver
- The wavering planet
- Witness, ye heavens

### Musique pour clavier
- A Fancye
- A Gigge
- A Maske, 2 versions
- A Toye
- Alman
- Bony Sweet Robin
- Coranto
- Daphne
- 8 Fantasias
- Farnaby's Conceit
- Farmers Pavan
- For two virginals
- Galiarda
- Giles Farnaby's Dream
- Grayes Inne Maske
- Ground
- His Humor
- His Rest. Galiard
- Lachrimae Pavan
- Loth to Depart
- Lord Zouches Maske
- Mal Sims
- Meridian Alman
- Muscadin or Kempe's Morris
- Pavana
- Pavana Dolorosa
- Pawles Wharfe
- Praeludium
- Put Up Thy Dagger, Jemy
- Quodlings Delight
- Rosasolis
- Rosseter's Galiard
- Spagnolietta
- Tell Mee Daphne
- The Flatt Pavan
- The King's Hunt
- The New Sa-hoo
- The Olde Spagnoletta
- Tower Hill
- Up Tails All
- Walter Erle's Pavan
- Watkin's Ale
- Why Ask You
- Wooddy-Cock

## Éditions
- Musique pour clavier, éd. Richard Marlow, Musica Britannica, vol 24, 1965